# 고림중학교
고림중학교(古林中學校)는 대한민국 경기도 용인시 처인구 고림동에 있는 공립 중학교이다.

## 학교 연혁
- 2007년 1월 8일 : 고림중학교 27학급 설립 인가
- 2007년 3월 1일 : 개교(6학급)
- 2007년 3월 1일 : 초대 정영희 교장 취임
- 2007년 3월 2일 : 제1회 입학식(218명)
- 2010년 2월 11일 : 제1회 졸업식(205명)
- 2022년 3월 1일 : 제6대 윤기현 교장 취임
- 2024년 1월 5일 : 제15회 졸업장 수여식(270명, 총 4,568명)
- 2024년 3월 4일 : 제18회 입학식(133명)

## 참고 자료
- 고림중학교 - 한국교육학술정보원 학교알리미